# Bataille de Szőreg
La bataille de Szőreg est une bataille de la révolution hongroise de 1848 qui voit s’opposer le 5 août 1849 les forces hongroises à celle de l’empire d'Autriche. Elle se déroule à Szőreg (en) près de Szeged, dans le comitat de Torontál.
Les troupes hongroises, menées par Henryk Dembiński, perdent la bataille contre les troupes de l'empereur, menées par Haynau. Même si les pertes hongroises sont relativement faibles, la défaite affecte profondément l'organisation et le moral des Hongrois.

## Sources, littérature
- Gábor Bona: Az 1848-49. évi szabadságharc története ("L'histoire de la révolution hongroise de 1848-49"), Budapest, 1996,  (ISBN 963-8218-20-7)
- Róbert Hermann: 1848-1849 a szabadságharc hadtörténete ("Histoire militaire de 1848-1849"), Ed Korona, Budapest, 2001,  (ISBN 963-9376-21-3)